# Batalla de Saint Mathieu
El Combate naval de Saint Mathieu fue una confrontación entre una escuadra inglesa y una francesa el 10 de agosto de 1512 frente a la punta Saint Mathieu en el acceso a la rada de Brest, Francia.
Este combate fue una de las acciones navales producto del enfrentamiento entre Francia y la Liga Santa, una coalición formada por los Estados Pontificios, Venecia, España, Suiza, el Sacro Imperio Romano Germánico e Inglaterra. La flota inglesa compuesta por 22 navíos de guerra estuvo bajo el mando del almirante Edward Howard y la francesa de 21 navíos bajo el mando del almirante René de Clermont.
Howard zarpó con su flota en junio de 1512 y de inmediato ejerció el control sobre el Canal de la Mancha capturando barcos de diversas nacionalidades y asolando las poblaciones normandas y bretonas. En junio y julio de 1512 el almirante inglés manifestó haber capturado más de 60 barcos. Posteriormente se dirigió hacia Brest enfrentando a la flota francesa en la que se dice que pudo haber sido la primera vez que se emplearon buques que apuntaron sus cañones desde bajo cubierta mediante el empleo de portas.
Este combate naval no fue decisivo pero Howard consiguió que la flota francesa se retirara hacia Brest, lo que le permitió continuar sus operaciones. Durante el combate los buques más grandes de cada flota, el Regent y el Marie La Cordeliere, fueron destruidos por una gran explosión ocurrida a bordo del último.

## Antecedentes
El papa Julio II al llegar al papado en 1503 decidió recuperar para los Estados Pontificios territorios perdidos anteriormente por el papa Alejandro VI. Conseguido esto y al comprobar que Francia había ocupado Milán y Génova, creó una alianza contra esta, la Liga Santa que quedó constituida el 4 de octubre de 1511 por los Estados Pontificios, Venecia y España; un mes después se adhirieron Inglaterra, Alemania y Suiza. 
El monarca inglés Enrique VIII de acuerdo con España pensó llevar adelante la guerra naval. Para ello 
reunió una fuerte escuadra que puso bajo el mando del almirante Edward Howard con la misión de ejercer el control del mar entre Brest y el estuario del Támesis. Howard zarpó con su flota a comienzos de junio de 1512 desde la isla de Wight con 22 navíos de guerra tripulados por 3.300 hombres. Atacó y saqueó las poblaciones bretonas y normandas aprovechando que la flota francesa aún no estaba lista y regresó a Inglaterra. Luis XII reforzó su ya poderosa flota de guerra concentrándola en el puerto de Brest y la puso bajo el mando del almirante René de Clermont.
Las dos naves más grandes y poderosas fueron: por los ingleses el Regent de 600 toneladas de arqueo y 700 hombres bajo el mando del comandante Thomas Knyvet, un joven noble inglés, estrecho colaborador del rey Enrique VIII y por los franceses la Marie de la Cordaliere de 1.100 toneladas de arqueo y 1.200 hombres bajo el mando de Hervé de Portzmoguer conocido como "Primauguet", hábil y experimentado marino.

## El combate
A comienzos de agosto, tras reforzar su flota, Howard zarpó nuevamente desde los Downs con el propósito de unirse a la escuadra española que debía zarpar desde puertos guipuzcoanos para operar juntas. Entretanto la fuerza naval francesa ya estaba lista. Las naves inglesas fueron avistadas desde la costa bretona lo que decidió al almirante francés salir a su encuentro, zarpando de Brest en la noche del 9 de agosto.
Las naves francesas se ubicaron 3 millas fuera del paso que conduce a la rada de Brest, entre la punta Saint Mathieu y la de Touliguet. A las once de la mañana del 10 de agosto, los ingleses divisaron las naves francesas, 22 navíos de guerra.
Los ingleses eran 25 navíos de guerra acompañados por urcas flamencas de carga que transportaban tropas, víveres y municiones. El almirante francés creyendo que todo el conjunto eran naves de guerra, lo que suponía una enorme superioridad de los ingleses, ordenó levar anclas y ponerse al resguardo del puerto de Brest.
La mayor parte de las naves francesas lograron ingresar en la rada, pero cubriendo la retirada quedaron fondeadas cerca de la punta de Saint Mathieu dos grandes naves francesas: la Louise, nave almirante y la enorme Cordeliere y la pequeña Nef de Dieppe.
La Mary Rose del almirante Howard de 500 toneladas alcanzó a la Louise de 800 toneladas y con sus 73 piezas de artillería de todos los calibres y la desarboló, pero el almirante francés logró salvar su nave al vararse entre las rocas.
La Mary James de 400 toneladas atacó a la Cordeliere de 1.100 toneladas y armada con más de 100 piezas de todos los calibres y con 1.200 hombres de dotación lo que permitió que los dos más potentes navíos ingleses, el Regent y el Sovereign, ambos de 1.000 toneladas le alcanzasen. 
El Sovereign intentó abordarla pero el fuego de la Cordeliere lo obligó a retirarse medio desarbolado. El Regent y otras naves inglesas fueron rodeando a la Cordeliere. Finalmente el Regent la abordó quedando ambas naves abarloadas, un oficial francés pegó fuego al polvorín y ambas naves saltaron por los aires. De los 1.200 hombres del Cordeliere se salvaron 20 y de los 700 del Regent unos 60.

## Consecuencias
El combate no fue decisivo pero el almirante inglés consiguió que la flota francesa se retirara hacia Brest, lo que le permitió continuar sus operaciones. Después de este combate Enrique VIII lo nombró Primer lord del Almirantazgo.
Se dice que algunas de las naves participantes dispararon por primera sus cañones desde la cubierta inferior sacados por los costados mediante el empleo de portas practicadas en el casco.
El comandante Hervé de Portzmoguer, "Primauguet", fue considerado un héroe al no rendir su nave ante la superioridad inglesa y se cree que él fue quien ordenó prender fuego a la santabárbara de la Cordeliere.